# Štefan Moyses
Pour les articles homonymes, voir Moyzes.
Štefan Moyses (ou Moyzes) (en hongrois, Moyzes István) (né le 24 octobre 1797 à Veselé (Haute-Hongrie, aujourd'hui Slovaquie), décédé le 5 juillet 1869 à Žiar nad Hronom) est un ecclésiastique catholique-romain slovaque, évêque du diocèse catholique de Banská Bystrica de 1850 à 1869.
Il est notamment connu comme enseignant, patriote, cofondateur et premier président de Matica slovenská.

## Biographie

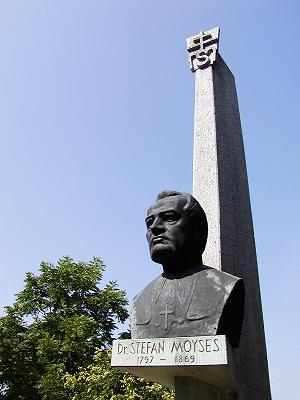
Monument érigé à Veselé

Štefan Moyses est ordonné prêtre en 1821. Il est d'abord vicaire dans plusieurs paroisses du diocèse d'Esztergom, puis en Croatie. En janvier 1830, il devient professeur à l'université de Zagreb. En 1847, il devient chanoine du chapitre de la cathédrale de Zagreb et est élu à la diète de Hongrie. 
Il soutient à la diète les propositions de Ľudovít Štúr en faveur de la réintroduction de la langue maternelle dans les écoles primaires et dans le culte. En 1850, il est nommé évêque de Banská Bystrica. 
Avec d'autres, il ouvre des lycées en Slovaquie centrale comme le lycée Andrei Sládkovič.
Il dirige la délégation slovaque reçue le 12 décembre 1861 par l'empereur François-Joseph pour lui transmettre une pétition et un memorandum (sk). 
Il devient le premier président de la Matica slovenská et obtient du pape la célébration de la fête de saints Cyrille et Méthode le 5 juillet